# Đèo Lý Hòa
Đèo Lý Hòa nằm trên Quốc lộ 1 ở vùng đất huyện Bố Trạch tỉnh Quảng Bình, Việt Nam .
Đèo vượt núi Lê Đệ, ở vùng đất giáp ranh các xã Hải Trạch, Thanh Trạch và Phú Trạch huyện Bố Trạch. Đèo ở cách tỉnh lỵ Quảng Bình chừng 23 km về phía bắc. Đường đèo không quá hiểm trở, nhưng là nơi ngắm cảnh biển thuận lợi.
Tên đèo đặt theo làng Lý Hòa cách đỉnh đèo cỡ 3 km về phía nam. Làng Lý Hòa hình thành từ năm 1705. Tên làng được đặt cho nhiều đối tượng như sông Lý Hòa, sông đổ ra cửa Lý Hòa, và cầu Lý Hòa trên Quốc lộ 1.
Phía bắc đèo là làng Đá Nhảy, nay đã hình thành khu du lịch với bãi Đá Nhảy nổi tiếng cho lữ khách dừng chân trên hành trình Bắc Nam .